# Kind Heaven
Kind Heaven è il secondo album in studio del musicista americano Perry Farrell. L'album è stato pubblicato il 7 giugno 2019 da PerryEttyVS e BMG Rights Management.
Kind Heaven ha ricevuto recensioni generalmente positive dalla critica. Su Metacritic, che assegna una valutazione normalizzata su 100 alle recensioni della critica, l'album ha ottenuto un punteggio medio di 70, che indica recensioni generalmente favorevoli, sulla base di 10 recensioni.

## Tracce
1. (red, white, and blue) Cheerfulnes – 2:20
2. Pirate Punk Politician – 2:50
3. Snakes Have Many Hips – 3:27
4. Machine Girl – 3:35
5. One – 4:02
6. Where Have You Been All My Life – 3:25
7. More Than I Could Bear – 4:17
8. Spend the Body – 3:01
9. Let's All Pray for This World – 4:08